# باتريك فيرنانديز
باتريك فيرنانديز (بالفرنسية: Patrick Fernandez)‏ هو متسابق دراجات نارية فرنسي. نافس في سباقات بطولة العالم لفئة 500 سي سي ولفئة 350 سي سي ولفئة 250 سي سي ولفئة 125 سي سي ولفئة 50 سي سي.

## روابط خارجية
- باتريك فيرنانديز على موقع MotoGP.com (الإنجليزية)